# Jānis Šmēdiņš
Jānis Šmēdiņš (* 31. Juli 1987 in Kuldīga) ist ein lettischer Volleyball- und Beachvolleyballspieler.

## Karriere
Šmēdiņš wurde mit seinem Bruder Toms Šmēdiņš 2002 Vizeeuropameister der U18. Drei Jahre später gewann er die U20-Europameisterschaft. Bis 2008 spielten die beiden Brüder noch diverse Open-Turniere zusammen.
Im Sommer 2009 verpflichtete der deutsche Bundesligist SCC Berlin den Außenangreifer, der zuvor als Hallenvolleyballer nur in seiner Heimat aktiv war und mit SK Riga die nationale Meisterschaft gewonnen hatte. Šmēdiņš erreichte in seiner ersten Saison mit den Berlinern das Playoff-Halbfinale der Bundesliga und wurde Dritter im Challenge Cup. Ein Jahr später unterlag er mit dem SCC erst im Playoff-Finale gegen den VfB Friedrichshafen. 2011/12 spielte Šmēdiņš beim Ligakonkurrenten Moerser SC.
Nach einigen Turnieren mit wechselnden Partnern bildete Šmēdiņš 2010 ein neues Beach-Duo mit Mārtiņš Pļaviņš. Bei der Europameisterschaft in Berlin gewannen die Letten die Bronze-Medaille mit seinem Sieg gegen die Spanier Lario/Mesa. In Marseille unterlagen sie erst im Finale des Open-Turniers den Chinesen Wu/Xu. Bei der Weltmeisterschaft 2011 verloren sie das Spiel um den dritten Platz nach drei Sätzen gegen die deutschen Titelverteidiger Julius Brink und Jonas Reckermann. Bei den Olympischen Sommerspielen 2012 gewannen Jānis Šmēdiņš und Mārtiņš Pļaviņš die Bronze-Medaille in drei Sätzen gegen die Niederländer Reinder Nummerdor und Richard Schuil.
Von 2013 bis 2023 spielte Jānis Šmēdiņš zusammen mit Aleksandrs Samoilovs. Samoilovs/Šmēdiņš erreichten auf der FIVB World Tour 2013 fast ausnahmslos Top-Ten-Platzierungen und wurden Tour-Champions sowie Vizeeuropameister in Klagenfurt. In der gleichen Saison gewannen sie ihre erste lettische Meisterschaft. Diesen Titel konnten sie ein Jahr später verteidigen. Zudem wurden sie 2014 wieder World Tour Champions und auf Sardinien erneut Vizeeuropameister. 2015 gewannen Samoilovs/Šmēdiņš in Klagenfurt am Wörthersee als erste Letten die Europameisterschaft. 2016 wurden die beiden zum dritten Mal sowohl Meister ihres Heimatlandes als auch Champions der FIVB World Tour. Herausragend waren dabei die Siege beim Grand Slam in Olsztyn und beim Major in Klagenfurt. Bei den Olympischen Spielen in Rio de Janeiro schieden sie allerdings bereits in der Vorrunde aus. 2017 und 2018 standen die beiden Sportler aus dem Baltikum zum vierten und fünften Mal im Finale der europäischen Kontinentalmeisterschaften. Ein Jahr später scheiterten sie in der ersten K.-o.-Runde. 2020, 2021 und 2022 war für sie das Achtelfinale die Endstation. In dieser Zeit und in der folgenden Saison konnten sie jedoch drei weitere Male die lettische Meisterschaft gewinnen (2020, 2022 und 2023).
Mit seinem neuen Partner Edgars Točs überstand Šmēdiņš' 2024 zwar die beiden Qualifikationsrunden beim Challenge in Guadalajara, im Hauptwettbewerb blieben die Letten jedoch sieglos.